# Urbano območje
Urbano območje je gosto naseljeno območje, ki ni odvisno od meja občin in upravnih enot. Urbana območja se določajo na podlagi satelitske slike in s podatki o številu prebivalcev v posameznih naseljih.
Na svetu je 841 urbanih območij z več kot 500.000 prebivalci.

## 10 največjih urbanih območij na svetu
| Mesto | Urbano območje               | Število prebivalcev |
| ----- | ---------------------------- | ------------------- |
| 1     | Tokio - Jokohama, Japonska   | 37.126.000          |
| 2     | Džakarta, Indonezija         | 26.063.000          |
| 3     | Seul - Incheon, Južna Koreja | 22.547.000          |
| 4     | Delhi, Indija                | 22.242.000          |
| 5     | Manila, Filipini             | 21.951.000          |
| 6     | Šanghaj, Kitajska            | 20.860.000          |
| 7     | New York, ZDA                | 20.464.000          |
| 8     | São Paulo, Brazilija         | 20.186.000          |
| 9     | Ciudád de México, Mehika     | 19.463.000          |
| 10    | Kairo, Egipt                 | 17.816.000          |

## Urbana območja v Sloveniji
Na največjem urbanem območju v Sloveniji živi več kot pol milijona ljudi ali 1/4 populacije celotne države. Najbolj naseljeno območje je na območju Ljubljanske kotline z okolico, večja mesta in naselja v tem urbanem območju so Ljubljana, Kranj, Domžale, Kamnik, Škofja Loka, Grosuplje, Vrhnika (z Verdom), Logatec, Medvode (s Pirničami) in Mengeš, pa tudi Trzin, Lavrica, Škofljica, Šenčur, Log - Dragomer, Brezovica, Ig, Borovnica, Vnanje Gorice, Notranje Gorice, Horjul, Vir, Dob, Radomlje, Britof, Vodice, Kokrica, Šmarje-Sap, Naklo itd., nekoliko širše območje vključuje še Bled, Radovljico, Lesce in Tržič.
Poleg te obstajajo v Sloveniji še manjše urbane regije: Celjska (Spodnjesavinska) s Šaleško, Mariborska s Ptujem (Podravska), Zasavska, Spodenjeposavska, Novomeška (Dolenjska), Gorenjska oz. Zgornjegorenjska, ki se delno prekrivata z Ljubljansko (Osrednejeslovensko), Goriška oz. Vipavska ter obalna (Koprska), ki povezje slovenska obmorska mesta.